# Bitka za Phu Tong Hoa
Bitka za Phu Tong Hoa je potekala v noči iz 25. na 26. julij 1948. Bitka predstavlja nekakšno vietnamsko testno bitko, v kateri so preizkusili svojo novo taktiko napada na utrjene francoske položaje.

## Zgodovina
1. četa I. bataljona 3. tujskega pehotnega polka (3 častniki in 101 moštva) so bili nastanjeni v prednji operativni bazi v Phu Tong Hou, ki je bilo ena izmed oporišč, s katero so Francozi nadzirali 3. kolonialno cesto. Oporišče je bilo nastanjeno na vrhu hriba, opremljeno z zemeljskimi nasipi, manjšim minskim poljem, bambusnimi ovirami,... Zunanje kote oporišča so branili s pomočjo bambusno-zemeljskih bunkerjev, medtem ko so znotraj oporišča imeli opečnate zgradbe. Od težke oborožitve so imeli na voljo dva 37-mm topova, en 81-mm ter dva 61-mm minometa.
Ponoči 25. julija sta oporišče napadla dva bataljona Viet Minha, ki sta bila podprta s 37 in 75-mm topovi, minometi in mitraljezi. Po artilerijskemu obstreljevanju, ki se je začelo ob 19:00, so Vietnamci uspeli uničiti del zahodnega zidu in zadeti francoski štab; ubita sta bila najvišja častnika. Po 15 minutah obstreljevanja so poslali v napad človeške valove; skoraj 4 ure so se vrstili vietnamski napadi in francoski protinapadi. Okoli 23:00 so Vietnamci prekinili napad, pobrali večino svojih padlih in vse ranjence in se vrnili v džunglo. Legionarji so naslednji dan v žičnih ovirah našli 89 vietnamskih trupel; v boju pa so sami imeli 23 padlih in 48 ranjenih.
Šele po treh dneh je uspelo Francozom poslati okrepitev iz Cao Banga.